# Primera División 1922 (Costa Rica)
La Primera División costaricana del 1922, seconda edizione della massima serie del campionato costaricano di calcio, fu vinta dall'Herediano, al suo secondo titolo.
Vi parteciparono cinque squadre (inizialmente partecipò anche il La Unión che però si ritirò, cosa che gli costò l'espulsione dal torneo).

## Avvenimenti
Il campionato del 1922 segnò l'inizio della disorganizzazione che colpì il calcio ufficiale della Costa Rica nei primi dieci anni della sua regolamentazione.
Infatti inizialmente vi dovevano partecipare sei squadre ma il La Unión si ritirò dopo alcune partite. Vi fu un dibattito sul fatto di mantenere o meno i punti che aveva conquistato e alla fine si decise di annullarli completamente. Allo stesso modo anche i punti conquistati contro questa squadra furono annullati.
La prima partita si disputò tra il La Libertad e l'Alajuelense (la partita terminò 2-0 per i padroni di casa).
Il campionato fu ancora vinto dall'Herediano, che divenne la prima squadra costaricana bicampeón, ossia vincitrice del campionato per due volte di fila. I punti di vantaggio sulla seconda, il La Libertad furono due.

## Classifica finale
|    | Classifica          | Pt | G | V | N | P | GF | GS |
| -- | ------------------- | -- | - | - | - | - | -- | -- |
| 1. | Herediano           | 12 | 8 | 5 | 2 | 1 | 24 | 7  |
| 2. | La Libertad         | 10 | 8 | 3 | 4 | 1 | 14 | 9  |
| 3. | Alajuelense         | 8  | 8 | 3 | 2 | 3 | 10 | 12 |
| 4. | Gimnástica Espaňola | 7  | 8 | 3 | 1 | 4 | 13 | 12 |
| 5. | Cartaginés          | 3  | 8 | 1 | 1 | 6 | 8  | 8  |

## Squadra campione
- Herediano - Campione della Costa Rica 1922

### Rosa
- Joaquín Gutiérrez
- Guillermo Cerdas
- Gilberto Arguedas
- Otoniel Martínez
- Rafael Campos
- Eladio Rosabal
- Félix Contreras
- Claudio Arguedas
- Guillermo Pérez
- Miguel García
- Marco García
- Fabio Pacheco
- Ángel Bernini
- Braulio Morales
- Víctor Ruiz
- Luis Valerio